# Frank Richard Stockton
Frank Richard Stockton (5 de abril de 1834 - 20 de abril de 1902) fue un escritor y humorista estadounidense, especialmente conocido en la actualidad por una serie de innovadores cuentos de hadas infantiles, que fueron muy populares durante las últimas décadas del siglo XIX.

## Biografía
Nacido en Filadelfia en 1834, era hijo de un destacado ministro metodista que lo desanimó a seguir una carrera como escritor. Tras casarse con Mary Ann Edwards Tuttle, ambos se mudaron a Burlington, Nueva Jersey, donde produjo algunas de sus primeras obras literarias. Más tarde la pareja se mudó a Nutley, Nueva Jersey. 
Durante años trabajó como grabador de madera hasta la muerte de su padre en 1860. En 1867, regresó a Filadelfia para escribir en un periódico fundado por su hermano. Su primer cuento de hadas, Ting-a-ling, se publicó ese mismo año en The Riverside Magazine; y su primera colección de libros apareció en 1870. También fue editor de la revista Hearth and Home a principios de la década de 1870. Alrededor de 1899, se mudó a Charles Town, Virginia Occidental.
Murió en la ciudad de Washington D. C., el 20 de abril de 1902, de una hemorragia cerebral y está enterrado en The Woodlands en Filadelfia.

## Estilo
En su obra evitó la moralización didáctica, común en los cuentos infantiles de la época. En cambio, se burló con humor de la codicia, la violencia, el abuso de poder y otras debilidades humanas, describiendo las aventuras de sus personajes fantásticos de una manera encantadora y práctica en historias como The Griffin and the Minor Canon (1885), obra ganadora de un premio Lewis Carroll en 1963; o The Bee-Man of Orn (El Hombre Abeja de Orn, 1887), ambos cuentos reeditados en 1963 y 1964 respectivamente, en ediciones ilustradas por Maurice Sendak. 
Su fábula más famosa, ¿La dama o el tigre? (1882), trata sobre un hombre sentenciado a un castigo inusual por tener un romance con la amada hija de un rey. Llevado a la arena pública, se enfrenta a dos puertas, detrás de una de las cuales hay un tigre hambriento que lo devorará. Detrás del otro se encuentra una bella dama de compañía, con la que tendrá que casarse, si abre esa puerta. Mientras la multitud espera ansiosa su decisión, ve a la princesa entre los espectadores, quien le señala la puerta de la derecha. El amante comienza a abrir la puerta y... la historia termina abruptamente ahí. ¿Salvó la princesa a su amor señalando la puerta que conduce a la dama de compañía, o prefirió ver morir a su amante antes que verlo casar con otra persona? Ese dilema ha hecho que la historia sea un elemento básico en las clases de inglés en las escuelas estadounidenses, especialmente porque Stockton tuvo cuidado de nunca insinuar cuál pensaba que sería el final. También escribió una secuela de la historia, The Discourager of Hesitancy.
Su novela de aventuras de 1895 The Adventures of Captain Horn fue el tercer libro más vendido en los Estados Unidos en 1895.
The Bee Man of Orn y otros cuentos se incluyeron en un libro publicado en 1887 por Charles Scribner's Sons titulado The Bee Man of Orn. Las otras historias incluyeron The Griffin and the Minor Canon, Old Pipes and The Dryad, The Queen's Museum, Christmas Before Last, Prince Hassak's March, The Battle of the Third Cousins, The Banished King y Philopena.
Al igual que su contemporáneo Mark Twain, a menudo se burla suavemente de la credulidad y la irracionalidad de las personas. Por ejemplo, el protagonista de su cuento A Story of Seven Devils (Historia de los siete demonios, 1888) es ingenioso predicador analfabeto. Un domingo, tras una reprimenda de su autoritaria esposa, se para en el púlpito y les dice a sus feligreses que «la Biblia declara que todas las mujeres de este mundo están poseídas por siete demonios». Las mujeres están indignadas y, después de prolongadas discusiones, la comunidad resuelve despedirlo de su puesto no remunerado a menos que proporcione autoridad bíblica para su reclamo.
Su obra de ciencia ficción, The Great War Syndicate, describe una guerra británico-estadounidense a finales del siglo XIX. Un sindicato estadounidense formado por algunos de los hombres más ricos y los científicos más capaces de Estados Unidos lleva a cabo una guerra en nombre de este país. El sindicato gana rápidamente esta guerra casi incruenta al demostrar repetidamente una abrumadora superioridad tecnológica. Lo hace a través de algunos inventos, especialmente una notable bomba motorizada que puede — al igual que las bombas nucleares desarrolladas por una alianza angloamericana medio siglo después — arrasar ciudades enteras.
En el cuento de ciencia ficción Negative Gravity (Gravedad negativa), el protagonista inventa un dispositivo que contrarresta la fuerza de la gravedad, permitiendo que las personas caminen con ligereza sobre la tierra o incluso que floten sobre ella. Por lo tanto, el dispositivo puede hacer que «el peso sea menor y el trabajo más fácil». Sin embargo él está de acuerdo con su esposa en no compartir este invento con el mundo:

Ahora habrá empresas, patentes, juicios, experimentos, y gente que te llamará farsante, y otra gente que dirá que lo descubrió hace mucho tiempo, y todo tipo de personas vendrán a verte, y te verás obligado a ir a todo tipo de lugares, y serás un hombre alterado, y nunca más seremos felices. Millones de dólares no nos pagarán la felicidad que hemos perdido.

## Galería de imágenes

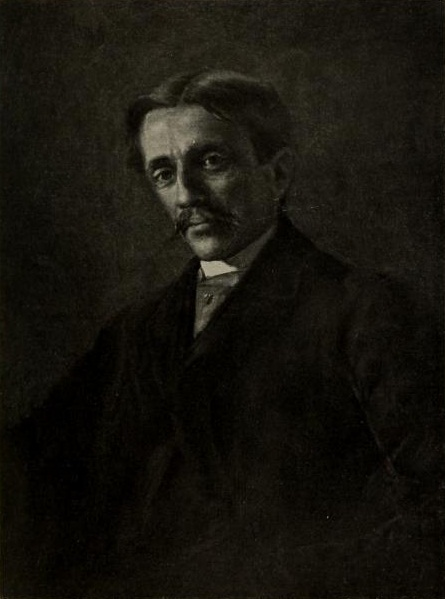
Stockton, por Dora Wheeler Keith, 1897.
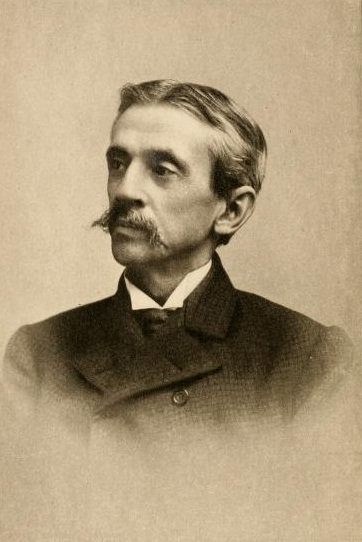
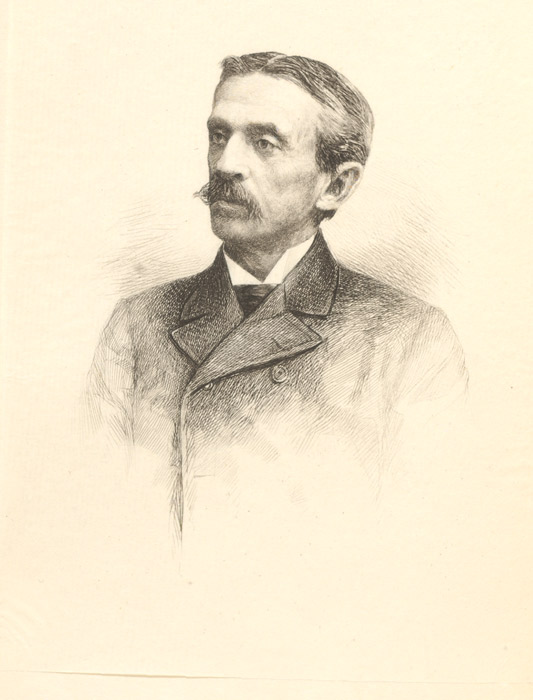
Stockton, por Charles Parker.
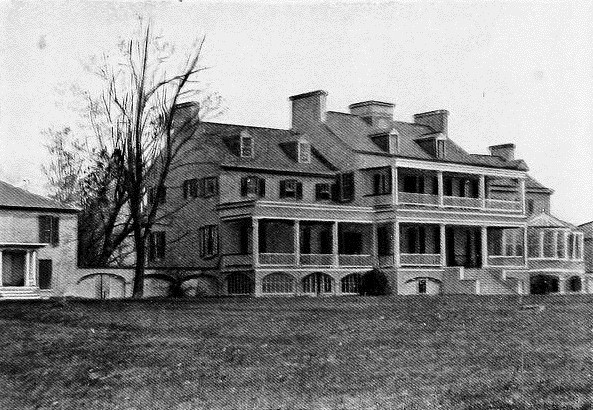
Claymont Court, la casa de Stockton cerca de Charles Town, en Virginia Occidental

## Obras

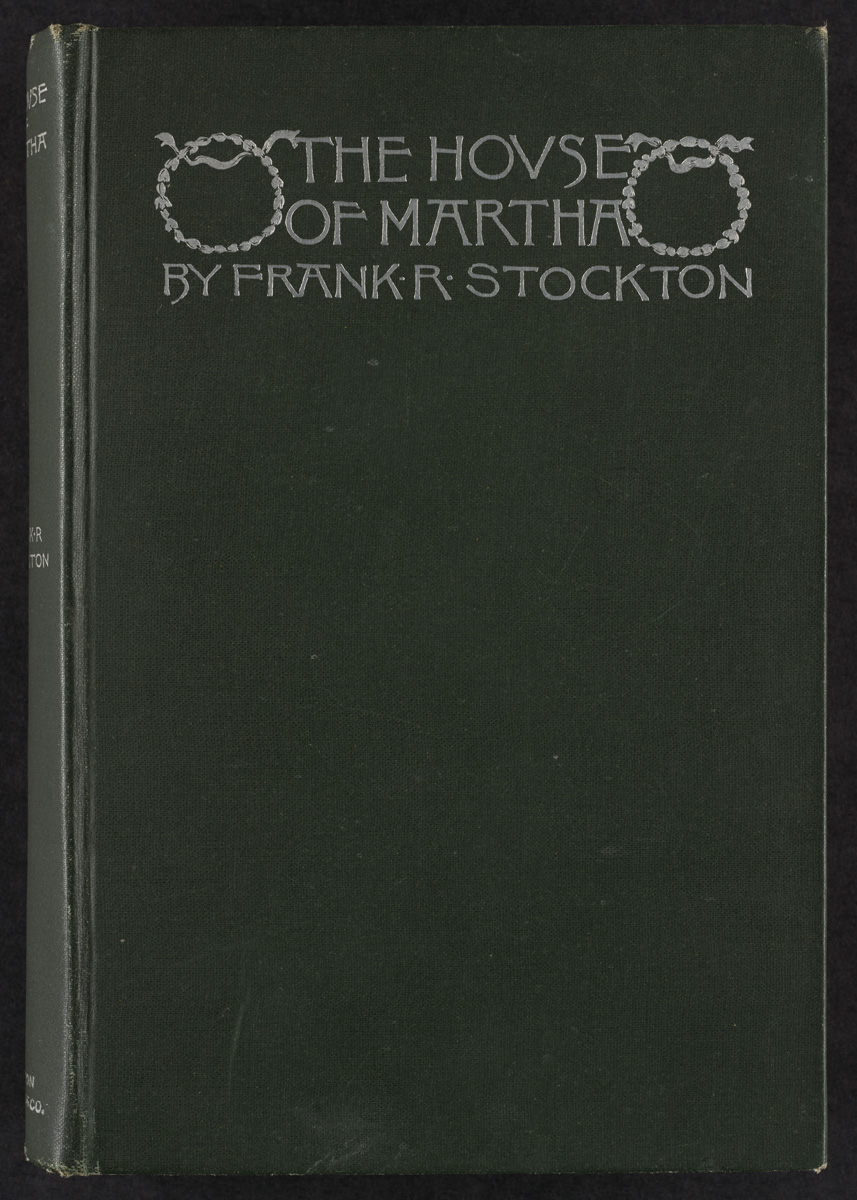
The House of Martha, 1891.

- Rudder Grange, serializado originalmente en Scribner's Monthly.
- ¿La Dama o el Tigre?, y Otras Historias, David Douglas, 1884.
- The Story of Viteau, 1884.
- The Hundredth Man, The Century Co., 1886.
- The Casting Away of Mrs. Lecks and Mrs. Aleshine, The Century Company, 1886.
- The Bee-Man of Orn and Other Fanciful Tales, Charles Scribner's Sons, 1887.
- The Dusantes, 1888.
- The Great War Syndicate Dodd, Mead and Company, 1889.
- The House of Martha, Houghton, Mifflin & Company, 1891.
- The Adventures of Captain Horn, 1895.
- Mrs. Cliff's Yach, Charles Scribner's Sons, 1896.
- The Vizier of Two-Horn Alexander, The Century Co., 1899.
- A Bicycle of Cathay, Harper and Brothers, 1900.
- Kate Bonnet: The Romance of a Pirate's Daughter, D. Appleton & Company, 1901.
- The Captain's DoorToll-Gate, D. Appleton & Company, 1903.
- The Magic Egg and Other Stories, Charles Scribner's Sons, 1908.
- The Squirrel Inn, The Century Company, 1891.
- The Lost Dryad, United Workers of Greenwich, 1912.
- The Novels and Stories, 23 vol., Charles Scribner's Sons, 1899–1904.
- Fairy Tales of Frank Stockton, Penguin Books, 1990 (Editado y con un epílogo crítico de Jack Zipes). ISBN 0-451-52479-9.

## Otras lecturas
- Bowen, Edwin W. «Frank R. Stockton», The Sewanee Review, vol. 11, No. 4, octubre de 1903.
- Bowen, Edwin W. «La ficción de Frank R. Stockton», The Sewanee Review, vol. 28, No. 3, julio de 1920.
- Eggleston, George Cary.«Recuerdos de Frank R. Stockton», The Book-Lover, vol. IV, núm. 4, septiembre/octubre de 1903.
- «Método de trabajo de Frank R. Stockton», The Literary Digest, 7 de mayo de 1898.
- Golemba, Henry L. Frank R. Stockton, Twayne Publishers, 1981.
- Halsey, Francis W. «Frank R. Stockton». En Autores estadounidenses y sus hogares, J. Pott & Company, 1901.
- Murphy, Gerald P. «La dama o el tigre: obra de teatro en un acto» Lazy Bee Scripts, 2013.
- Quiller-Couch, AT «Sr. Stockton». En Aventuras en la crítica, Cassell & Company, 1896.